# Vormsund
Vormsund este o localitate din comuna Nes, provincia Akershus, Norvegia, cu o suprafață de 1,06 km² și o populație de 517 locuitori (2013).